# Tour de Langkawi 2022
La 26e édition du Tour de Langkawi (officiellement PETRONAS Le Tour de Langkawi) a lieu du 11 au 18 octobre 2022 en Malaisie. L'épreuve débute à Kuala Pilah et se termine à Kuah après 1096,9 km. La course fait partie du calendrier UCI ProSeries 2022 en catégorie 2.Pro. Elle est remportée par le Colombien Iván Sosa de l'équipe Movistar.

## Présentation

### Parcours
Les trois premières étapes se déroulent dans la région de Kuala Lumpur. La troisième étape qui comporte une arrivée au sommet des Genting Highlands est un premier test pour les grimpeurs. Ensuite, après un transfert, la course prend la direction du nord du pays de Sarak Bernam à Alor Setar avec trois étapes sans grandes difficultés. Les deux dernières étapes sont courues sur l'île de Langkawi. La septième étape, courte est plate, se termine par l'ascension de 13 kilomètres du Gunung Raya devant fixer définitivement les places du classement général alors que la dernière étape est complètement plate

### Équipes
Vingt équipes participent à ce Tour de Langkawi - six WorldTeam, quatre ProTeams, sept équipes continentales et trois équipes nationales :
| WorldTeams (6)- UAE Team Emirates - Cofidis - Lotto-Soudal - Movistar Team - EF Education-EasyPost - Astana Qazaqstan Team ProTeams (4)- Alpecin-Deceuninck - Drone Hopper-Androni Giocattoli - Burgos-BH - Uno-X Pro Cycling Team Équipes continentales (7)- Terengganu Polygon Cycling Team - Team Ukyo - ARA Pro Racing Sunshine Coast - Thailand Continental - China Glory Continental Cycling Team - ProTouch - Mula Cycling Team Équipes nationales (3)- Malaisie - Thaïlande - Philippines |
| |

## Étapes
| Étape     | Date    | Villes étapes                 | type              | Distance (km) | Dénivelé (m) | Vainqueur d'étape | Leader du classement général |
| --------- | ------- | ----------------------------- | ----------------- | ------------- | ------------ | ----------------- | ---------------------------- |
| 1re étape | 11 oct. | Kuala Pilah – Kuala Lumpur    | étape vallonnée   | 157,3         | 1 593 m      | Gleb Syritsa      | Gleb Syritsa                 |
| 2e étape  | 12 oct. | Kuala Klawang – Raub          | étape de plaine   | 178,9         | 1 382 m      | Craig Wiggins     | Gleb Syritsa                 |
| 3e étape  | 13 oct. | Putrajaya – Genting Highlands | étape de montagne | 123,7         | 2 848 m      | Iván Sosa         | Iván Sosa                    |
| 4e étape  | 14 oct. | Sabak Bernam – Meru Raya      | étape de plaine   | 137,9         | 357 m        | Jakub Mareczko    | Iván Sosa                    |
| 5e étape  | 15 oct. | Kuala Kangsar – Kulim         | étape vallonnée   | 172           | 1 665 m      | Lionel Taminiaux  | Iván Sosa                    |
| 6e étape  | 16 oct. | George Town – Alor Setar      | étape de plaine   | 120,4         | 177 m        | Erlend Blikra     | Iván Sosa                    |
| 7e étape  | 17 oct. | Kuah – Kuah                   | étape de plaine   | 107,1         | 915 m        | Sjoerd Bax        | Iván Sosa                    |
| 8e étape  | 18 oct. | Kuah – Kuah                   | étape de plaine   | 115,9         | 1 049 m      | Alex Molenaar     | Iván Sosa                    |

## Déroulement de la course

### 1reétape
| \| Classement de l'étape \| Classement de l'étape \| Classement de l'étape \| Classement de l'étape \| Classement de l'étape \| \| Coureur \| Coureur \| Pays \| Équipe \| Temps \| \| --------------------- \| --------------------------- \| --------------------- \| --------------------------------- \| --------------------- \| \| 1er \| Gleb Syritsa \| Russie \| Astana Qazaqstan Team \| 3 h 43 min 43 s \| \| 2e \| Erlend Blikra \| Norvège \| Uno-X Pro Cycling Team \| + 0 s \| \| 3e \| Max Kanter \| Allemagne \| Movistar Team \| + 0 s \| \| 4e \| Lionel Taminiaux \| Belgique \| Alpecin-Deceuninck \| + 0 s \| \| 5e \| Marijn van den Berg \| Pays-Bas \| EF Education-EasyPost \| + 0 s \| \| 6e \| Reinardt Janse van Rensburg \| Afrique du Sud \| Lotto-Soudal \| + 0 s \| \| 7e \| Ryan Gibbons \| Afrique du Sud \| UAE Team Emirates \| + 0 s \| \| 8e \| Manuel Peñalver \| Espagne \| Burgos-BH \| + 0 s \| \| 9e \| Alex Molenaar \| Pays-Bas \| Burgos-BH \| + 0 s \| \| 10e \| Sarawut Sirironnachai \| Thaïlande \| Thailand Continental Cycling Team \| + 0 s \| |                             |                |                                   |                 |
| |                             |                |                                   |                 |
| Source : ProCyclingStats |                             |                |                                   |                 |
| Classement de l'étape |                             |                |                                   |                 |
| Coureur | Coureur                     | Pays           | Équipe                            | Temps           |
| 1er | Gleb Syritsa                | Russie         | Astana Qazaqstan Team             | 3 h 43 min 43 s |
| 2e | Erlend Blikra               | Norvège        | Uno-X Pro Cycling Team            | + 0 s           |
| 3e | Max Kanter                  | Allemagne      | Movistar Team                     | + 0 s           |
| 4e | Lionel Taminiaux            | Belgique       | Alpecin-Deceuninck                | + 0 s           |
| 5e | Marijn van den Berg         | Pays-Bas       | EF Education-EasyPost             | + 0 s           |
| 6e | Reinardt Janse van Rensburg | Afrique du Sud | Lotto-Soudal                      | + 0 s           |
| 7e | Ryan Gibbons                | Afrique du Sud | UAE Team Emirates                 | + 0 s           |
| 8e | Manuel Peñalver             | Espagne        | Burgos-BH                         | + 0 s           |
| 9e | Alex Molenaar               | Pays-Bas       | Burgos-BH                         | + 0 s           |
| 10e | Sarawut Sirironnachai       | Thaïlande      | Thailand Continental Cycling Team | + 0 s           |

| \| Classement général \| Classement général \| Classement général \| Classement général \| Classement général \| \| Coureur \| Coureur \| Pays \| Équipe \| Temps \| \| ------------------ \| --------------------------- \| ------------------ \| --------------------------------- \| ------------------ \| \| 1er \| Gleb Syritsa \| Russie \| Astana Qazaqstan Team \| 3 h 43 min 33 s \| \| 2e \| Erlend Blikra \| Norvège \| Uno-X Pro Cycling Team \| + 4 s \| \| 3e \| Jambaljamts Sainbayar \| Mongolie \| Terengganu Polygon Cycling Team \| + 4 s \| \| 4e \| Peerapol Chawchiangkwang \| Thaïlande \| Thailand Continental Cycling Team \| + 4 s \| \| 5e \| Max Kanter \| Allemagne \| Movistar Team \| + 6 s \| \| 6e \| Lionel Taminiaux \| Belgique \| Alpecin-Deceuninck \| + 10 s \| \| 7e \| Marijn van den Berg \| Pays-Bas \| EF Education-EasyPost \| + 10 s \| \| 8e \| Reinardt Janse van Rensburg \| Afrique du Sud \| Lotto-Soudal \| + 10 s \| \| 9e \| Ryan Gibbons \| Afrique du Sud \| UAE Team Emirates \| + 10 s \| \| 10e \| Manuel Peñalver \| Espagne \| Burgos-BH \| + 10 s \| |                             |                |                                   |                 |
| |                             |                |                                   |                 |
| Source : ProCyclingStats |                             |                |                                   |                 |
| Classement général |                             |                |                                   |                 |
| Coureur | Coureur                     | Pays           | Équipe                            | Temps           |
| 1er | Gleb Syritsa                | Russie         | Astana Qazaqstan Team             | 3 h 43 min 33 s |
| 2e | Erlend Blikra               | Norvège        | Uno-X Pro Cycling Team            | + 4 s           |
| 3e | Jambaljamts Sainbayar       | Mongolie       | Terengganu Polygon Cycling Team   | + 4 s           |
| 4e | Peerapol Chawchiangkwang    | Thaïlande      | Thailand Continental Cycling Team | + 4 s           |
| 5e | Max Kanter                  | Allemagne      | Movistar Team                     | + 6 s           |
| 6e | Lionel Taminiaux            | Belgique       | Alpecin-Deceuninck                | + 10 s          |
| 7e | Marijn van den Berg         | Pays-Bas       | EF Education-EasyPost             | + 10 s          |
| 8e | Reinardt Janse van Rensburg | Afrique du Sud | Lotto-Soudal                      | + 10 s          |
| 9e | Ryan Gibbons                | Afrique du Sud | UAE Team Emirates                 | + 10 s          |
| 10e | Manuel Peñalver             | Espagne        | Burgos-BH                         | + 10 s          |

### 2eétape
Sebastián Molano (UAE Emirates) passe le premier la ligne d'arrivée mais quelques heures plus tard, il est relégué à la dernière place du peloton par décision du jury des commissaires pour sprint irrégulier.
| \| Classement de l'étape \| Classement de l'étape \| Classement de l'étape \| Classement de l'étape \| Classement de l'étape \| \| Coureur \| Coureur \| Pays \| Équipe \| Temps \| \| --------------------- \| --------------------------- \| --------------------- \| ------------------------------- \| --------------------- \| \| 1er \| Craig Wiggins \| Australie \| ARA Pro Racing Sunshine Coast \| 4 h 09 min 20 s \| \| 2e \| Gleb Syritsa \| Russie \| Astana Qazaqstan Team \| + 0 s \| \| 3e \| Jakub Mareczko \| Italie \| Alpecin-Deceuninck \| + 0 s \| \| 4e \| Erlend Blikra \| Norvège \| Uno-X Pro Cycling Team \| + 0 s \| \| 5e \| Reinardt Janse van Rensburg \| Afrique du Sud \| Lotto-Soudal \| + 0 s \| \| 6e \| Eduard-Michael Grosu \| Roumanie \| Drone Hopper-Androni Giocattoli \| + 0 s \| \| 7e \| Max Kanter \| Allemagne \| Movistar Team \| + 0 s \| \| 8e \| Manuel Peñalver \| Espagne \| Burgos-BH \| + 0 s \| \| 9e \| Marijn van den Berg \| Pays-Bas \| EF Education-EasyPost \| + 0 s \| \| 10e \| Izzat Hilmi Abdel Halil \| Malaisie \| Malaisie \| + 0 s \| |                             |                |                                 |                 |
| |                             |                |                                 |                 |
| Source : ProCyclingStats |                             |                |                                 |                 |
| Classement de l'étape |                             |                |                                 |                 |
| Coureur | Coureur                     | Pays           | Équipe                          | Temps           |
| 1er | Craig Wiggins               | Australie      | ARA Pro Racing Sunshine Coast   | 4 h 09 min 20 s |
| 2e | Gleb Syritsa                | Russie         | Astana Qazaqstan Team           | + 0 s           |
| 3e | Jakub Mareczko              | Italie         | Alpecin-Deceuninck              | + 0 s           |
| 4e | Erlend Blikra               | Norvège        | Uno-X Pro Cycling Team          | + 0 s           |
| 5e | Reinardt Janse van Rensburg | Afrique du Sud | Lotto-Soudal                    | + 0 s           |
| 6e | Eduard-Michael Grosu        | Roumanie       | Drone Hopper-Androni Giocattoli | + 0 s           |
| 7e | Max Kanter                  | Allemagne      | Movistar Team                   | + 0 s           |
| 8e | Manuel Peñalver             | Espagne        | Burgos-BH                       | + 0 s           |
| 9e | Marijn van den Berg         | Pays-Bas       | EF Education-EasyPost           | + 0 s           |
| 10e | Izzat Hilmi Abdel Halil     | Malaisie       | Malaisie                        | + 0 s           |

| \| Classement général \| Classement général \| Classement général \| Classement général \| Classement général \| \| Coureur \| Coureur \| Pays \| Équipe \| Temps \| \| ------------------ \| --------------------------- \| ------------------ \| --------------------------------- \| ------------------ \| \| 1er \| Gleb Syritsa \| Russie \| Astana Qazaqstan Team \| 7 h 52 min 47 s \| \| 2e \| Erlend Blikra \| Norvège \| Uno-X Pro Cycling Team \| + 10 s \| \| 3e \| Jambaljamts Sainbayar \| Mongolie \| Terengganu Polygon Cycling Team \| + 10 s \| \| 4e \| Peerapol Chawchiangkwang \| Thaïlande \| Thailand Continental Cycling Team \| + 10 s \| \| 5e \| Max Kanter \| Allemagne \| Movistar Team \| + 12 s \| \| 6e \| Torstein Træen \| Norvège \| Uno-X Pro Cycling Team \| + 14 s \| \| 7e \| Ryan Gibbons \| Afrique du Sud \| UAE Team Emirates \| + 15 s \| \| 8e \| Reinardt Janse van Rensburg \| Afrique du Sud \| Lotto-Soudal \| + 16 s \| \| 9e \| Marijn van den Berg \| Pays-Bas \| EF Education-EasyPost \| + 16 s \| \| 10e \| Lionel Taminiaux \| Belgique \| Alpecin-Deceuninck \| + 16 s \| |                             |                |                                   |                 |
| |                             |                |                                   |                 |
| Source : ProCyclingStats |                             |                |                                   |                 |
| Classement général |                             |                |                                   |                 |
| Coureur | Coureur                     | Pays           | Équipe                            | Temps           |
| 1er | Gleb Syritsa                | Russie         | Astana Qazaqstan Team             | 7 h 52 min 47 s |
| 2e | Erlend Blikra               | Norvège        | Uno-X Pro Cycling Team            | + 10 s          |
| 3e | Jambaljamts Sainbayar       | Mongolie       | Terengganu Polygon Cycling Team   | + 10 s          |
| 4e | Peerapol Chawchiangkwang    | Thaïlande      | Thailand Continental Cycling Team | + 10 s          |
| 5e | Max Kanter                  | Allemagne      | Movistar Team                     | + 12 s          |
| 6e | Torstein Træen              | Norvège        | Uno-X Pro Cycling Team            | + 14 s          |
| 7e | Ryan Gibbons                | Afrique du Sud | UAE Team Emirates                 | + 15 s          |
| 8e | Reinardt Janse van Rensburg | Afrique du Sud | Lotto-Soudal                      | + 16 s          |
| 9e | Marijn van den Berg         | Pays-Bas       | EF Education-EasyPost             | + 16 s          |
| 10e | Lionel Taminiaux            | Belgique       | Alpecin-Deceuninck                | + 16 s          |

### 3eétape
| \| Classement de l'étape \| Classement de l'étape \| Classement de l'étape \| Classement de l'étape \| Classement de l'étape \| \| Coureur \| Coureur \| Pays \| Équipe \| Temps \| \| --------------------- \| --------------------- \| --------------------- \| ------------------------------------ \| --------------------- \| \| 1er \| Iván Sosa \| Colombie \| Movistar Team \| 3 h 25 min 31 s \| \| 2e \| Hugh Carthy \| Royaume-Uni \| EF Education-EasyPost \| + 19 s \| \| 3e \| Einer Rubio \| Colombie \| Movistar Team \| + 1 min 56 s \| \| 4e \| Esteban Chaves \| Colombie \| EF Education-EasyPost \| + 2 min 01 s \| \| 5e \| Torstein Træen \| Norvège \| Uno-X Pro Cycling Team \| + 2 min 10 s \| \| 6e \| Eduardo Sepúlveda \| Argentine \| Drone Hopper-Androni Giocattoli \| + 2 min 14 s \| \| 7e \| Rubén Fernández \| Espagne \| Cofidis \| + 2 min 20 s \| \| 8e \| Andrey Zeits \| Kazakhstan \| Astana Qazaqstan Team \| + 2 min 23 s \| \| 9e \| Lucas De Rossi \| France \| China Glory Continental Cycling Team \| + 2 min 33 s \| \| 10e \| George Bennett \| Nouvelle-Zélande \| UAE Team Emirates \| + 2 min 38 s \| |                   |                  |                                      |                 |
| |                   |                  |                                      |                 |
| Source : ProCyclingStats |                   |                  |                                      |                 |
| Classement de l'étape |                   |                  |                                      |                 |
| Coureur | Coureur           | Pays             | Équipe                               | Temps           |
| 1er | Iván Sosa         | Colombie         | Movistar Team                        | 3 h 25 min 31 s |
| 2e | Hugh Carthy       | Royaume-Uni      | EF Education-EasyPost                | + 19 s          |
| 3e | Einer Rubio       | Colombie         | Movistar Team                        | + 1 min 56 s    |
| 4e | Esteban Chaves    | Colombie         | EF Education-EasyPost                | + 2 min 01 s    |
| 5e | Torstein Træen    | Norvège          | Uno-X Pro Cycling Team               | + 2 min 10 s    |
| 6e | Eduardo Sepúlveda | Argentine        | Drone Hopper-Androni Giocattoli      | + 2 min 14 s    |
| 7e | Rubén Fernández   | Espagne          | Cofidis                              | + 2 min 20 s    |
| 8e | Andrey Zeits      | Kazakhstan       | Astana Qazaqstan Team                | + 2 min 23 s    |
| 9e | Lucas De Rossi    | France           | China Glory Continental Cycling Team | + 2 min 33 s    |
| 10e | George Bennett    | Nouvelle-Zélande | UAE Team Emirates                    | + 2 min 38 s    |

| \| Classement général \| Classement général \| Classement général \| Classement général \| Classement général \| \| Coureur \| Coureur \| Pays \| Équipe \| Temps \| \| ------------------ \| --------------------- \| ------------------ \| ------------------------------------ \| ------------------ \| \| 1er \| Iván Sosa \| Colombie \| Movistar Team \| 11 h 18 min 24 s \| \| 2e \| Hugh Carthy \| Royaume-Uni \| EF Education-EasyPost \| + 23 s \| \| 3e \| Einer Rubio \| Colombie \| Movistar Team \| + 2 min 02 s \| \| 4e \| Esteban Chaves \| Colombie \| EF Education-EasyPost \| + 2 min 11 s \| \| 5e \| Torstein Træen \| Norvège \| Uno-X Pro Cycling Team \| + 2 min 18 s \| \| 6e \| Eduardo Sepúlveda \| Argentine \| Drone Hopper-Androni Giocattoli \| + 2 min 24 s \| \| 7e \| Rubén Fernández \| Espagne \| Cofidis \| + 2 min 30 s \| \| 8e \| Andrey Zeits \| Kazakhstan \| Astana Qazaqstan Team \| + 2 min 33 s \| \| 9e \| Lucas De Rossi \| France \| China Glory Continental Cycling Team \| + 2 min 43 s \| \| 10e \| Jambaljamts Sainbayar \| Mongolie \| Terengganu Polygon Cycling Team \| + 2 min 43 s \| |                       |             |                                      |                  |
| |                       |             |                                      |                  |
| Source : ProCyclingStats |                       |             |                                      |                  |
| Classement général |                       |             |                                      |                  |
| Coureur | Coureur               | Pays        | Équipe                               | Temps            |
| 1er | Iván Sosa             | Colombie    | Movistar Team                        | 11 h 18 min 24 s |
| 2e | Hugh Carthy           | Royaume-Uni | EF Education-EasyPost                | + 23 s           |
| 3e | Einer Rubio           | Colombie    | Movistar Team                        | + 2 min 02 s     |
| 4e | Esteban Chaves        | Colombie    | EF Education-EasyPost                | + 2 min 11 s     |
| 5e | Torstein Træen        | Norvège     | Uno-X Pro Cycling Team               | + 2 min 18 s     |
| 6e | Eduardo Sepúlveda     | Argentine   | Drone Hopper-Androni Giocattoli      | + 2 min 24 s     |
| 7e | Rubén Fernández       | Espagne     | Cofidis                              | + 2 min 30 s     |
| 8e | Andrey Zeits          | Kazakhstan  | Astana Qazaqstan Team                | + 2 min 33 s     |
| 9e | Lucas De Rossi        | France      | China Glory Continental Cycling Team | + 2 min 43 s     |
| 10e | Jambaljamts Sainbayar | Mongolie    | Terengganu Polygon Cycling Team      | + 2 min 43 s     |

### 4eétape
| \| Classement de l'étape \| Classement de l'étape \| Classement de l'étape \| Classement de l'étape \| Classement de l'étape \| \| Coureur \| Coureur \| Pays \| Équipe \| Temps \| \| --------------------- \| --------------------- \| --------------------- \| ------------------------------- \| --------------------- \| \| 1er \| Jakub Mareczko \| Italie \| Alpecin-Deceuninck \| 3 h 15 min 37 s \| \| 2e \| Rüdiger Selig \| Allemagne \| Lotto-Soudal \| + 0 s \| \| 3e \| Eduard-Michael Grosu \| Roumanie \| Drone Hopper-Androni Giocattoli \| + 0 s \| \| 4e \| Sebastián Molano \| Colombie \| UAE Team Emirates \| + 0 s \| \| 5e \| Erlend Blikra \| Norvège \| Uno-X Pro Cycling Team \| + 0 s \| \| 6e \| Max Kanter \| Allemagne \| Movistar Team \| + 0 s \| \| 7e \| Lionel Taminiaux \| Belgique \| Alpecin-Deceuninck \| + 0 s \| \| 8e \| Gustav Basson \| Afrique du Sud \| ProTouch \| + 0 s \| \| 9e \| Marijn van den Berg \| Pays-Bas \| EF Education-EasyPost \| + 0 s \| \| 10e \| Manuel Peñalver \| Espagne \| Burgos-BH \| + 0 s \| |                      |                |                                 |                 |
| |                      |                |                                 |                 |
| Source : ProCyclingStats |                      |                |                                 |                 |
| Classement de l'étape |                      |                |                                 |                 |
| Coureur | Coureur              | Pays           | Équipe                          | Temps           |
| 1er | Jakub Mareczko       | Italie         | Alpecin-Deceuninck              | 3 h 15 min 37 s |
| 2e | Rüdiger Selig        | Allemagne      | Lotto-Soudal                    | + 0 s           |
| 3e | Eduard-Michael Grosu | Roumanie       | Drone Hopper-Androni Giocattoli | + 0 s           |
| 4e | Sebastián Molano     | Colombie       | UAE Team Emirates               | + 0 s           |
| 5e | Erlend Blikra        | Norvège        | Uno-X Pro Cycling Team          | + 0 s           |
| 6e | Max Kanter           | Allemagne      | Movistar Team                   | + 0 s           |
| 7e | Lionel Taminiaux     | Belgique       | Alpecin-Deceuninck              | + 0 s           |
| 8e | Gustav Basson        | Afrique du Sud | ProTouch                        | + 0 s           |
| 9e | Marijn van den Berg  | Pays-Bas       | EF Education-EasyPost           | + 0 s           |
| 10e | Manuel Peñalver      | Espagne        | Burgos-BH                       | + 0 s           |

| \| Classement général \| Classement général \| Classement général \| Classement général \| Classement général \| \| Coureur \| Coureur \| Pays \| Équipe \| Temps \| \| ------------------ \| --------------------- \| ------------------ \| ------------------------------------ \| ------------------ \| \| 1er \| Iván Sosa \| Colombie \| Movistar Team \| 14 h 34 min 01 s \| \| 2e \| Hugh Carthy \| Royaume-Uni \| EF Education-EasyPost \| + 23 s \| \| 3e \| Einer Rubio \| Colombie \| Movistar Team \| + 2 min 02 s \| \| 4e \| Esteban Chaves \| Colombie \| EF Education-EasyPost \| + 2 min 11 s \| \| 5e \| Torstein Træen \| Norvège \| Uno-X Pro Cycling Team \| + 2 min 18 s \| \| 6e \| Eduardo Sepúlveda \| Argentine \| Drone Hopper-Androni Giocattoli \| + 2 min 24 s \| \| 7e \| Rubén Fernández \| Espagne \| Cofidis \| + 2 min 30 s \| \| 8e \| Andrey Zeits \| Kazakhstan \| Astana Qazaqstan Team \| + 2 min 33 s \| \| 9e \| Jambaljamts Sainbayar \| Mongolie \| Terengganu Polygon Cycling Team \| + 2 min 34 s \| \| 10e \| Lucas De Rossi \| France \| China Glory Continental Cycling Team \| + 2 min 43 s \| |                       |             |                                      |                  |
| |                       |             |                                      |                  |
| Source : ProCyclingStats |                       |             |                                      |                  |
| Classement général |                       |             |                                      |                  |
| Coureur | Coureur               | Pays        | Équipe                               | Temps            |
| 1er | Iván Sosa             | Colombie    | Movistar Team                        | 14 h 34 min 01 s |
| 2e | Hugh Carthy           | Royaume-Uni | EF Education-EasyPost                | + 23 s           |
| 3e | Einer Rubio           | Colombie    | Movistar Team                        | + 2 min 02 s     |
| 4e | Esteban Chaves        | Colombie    | EF Education-EasyPost                | + 2 min 11 s     |
| 5e | Torstein Træen        | Norvège     | Uno-X Pro Cycling Team               | + 2 min 18 s     |
| 6e | Eduardo Sepúlveda     | Argentine   | Drone Hopper-Androni Giocattoli      | + 2 min 24 s     |
| 7e | Rubén Fernández       | Espagne     | Cofidis                              | + 2 min 30 s     |
| 8e | Andrey Zeits          | Kazakhstan  | Astana Qazaqstan Team                | + 2 min 33 s     |
| 9e | Jambaljamts Sainbayar | Mongolie    | Terengganu Polygon Cycling Team      | + 2 min 34 s     |
| 10e | Lucas De Rossi        | France      | China Glory Continental Cycling Team | + 2 min 43 s     |

### 5eétape
| \| Classement de l'étape \| Classement de l'étape \| Classement de l'étape \| Classement de l'étape \| Classement de l'étape \| \| Coureur \| Coureur \| Pays \| Équipe \| Temps \| \| --------------------- \| --------------------- \| --------------------- \| ----------------------------- \| --------------------- \| \| 1er \| Lionel Taminiaux \| Belgique \| Alpecin-Deceuninck \| 3 h 41 min 42 s \| \| 2e \| Julius van den Berg \| Pays-Bas \| EF Education-EasyPost \| + 0 s \| \| 3e \| Carter Bettles \| Australie \| ARA Pro Racing Sunshine Coast \| + 4 s \| \| 4e \| Ryan Gibbons \| Afrique du Sud \| UAE Team Emirates \| + 9 s \| \| 5e \| Max Kanter \| Allemagne \| Movistar Team \| + 9 s \| \| 6e \| Sylvain Moniquet \| Belgique \| Lotto-Soudal \| + 9 s \| \| 7e \| Gianni Moscon \| Italie \| Astana Qazaqstan Team \| + 9 s \| \| 8e \| Ander Okamika \| Espagne \| Burgos-BH \| + 9 s \| \| 9e \| Sander Armée \| Belgique \| Cofidis \| + 9 s \| \| 10e \| Hugo Toumire \| France \| Cofidis \| + 13 s \| |                     |                |                               |                 |
| |                     |                |                               |                 |
| Source : ProCyclingStats |                     |                |                               |                 |
| Classement de l'étape |                     |                |                               |                 |
| Coureur | Coureur             | Pays           | Équipe                        | Temps           |
| 1er | Lionel Taminiaux    | Belgique       | Alpecin-Deceuninck            | 3 h 41 min 42 s |
| 2e | Julius van den Berg | Pays-Bas       | EF Education-EasyPost         | + 0 s           |
| 3e | Carter Bettles      | Australie      | ARA Pro Racing Sunshine Coast | + 4 s           |
| 4e | Ryan Gibbons        | Afrique du Sud | UAE Team Emirates             | + 9 s           |
| 5e | Max Kanter          | Allemagne      | Movistar Team                 | + 9 s           |
| 6e | Sylvain Moniquet    | Belgique       | Lotto-Soudal                  | + 9 s           |
| 7e | Gianni Moscon       | Italie         | Astana Qazaqstan Team         | + 9 s           |
| 8e | Ander Okamika       | Espagne        | Burgos-BH                     | + 9 s           |
| 9e | Sander Armée        | Belgique       | Cofidis                       | + 9 s           |
| 10e | Hugo Toumire        | France         | Cofidis                       | + 13 s          |

| \| Classement général \| Classement général \| Classement général \| Classement général \| Classement général \| \| Coureur \| Coureur \| Pays \| Équipe \| Temps \| \| ------------------ \| --------------------- \| ------------------ \| ------------------------------------ \| ------------------ \| \| 1er \| Iván Sosa \| Colombie \| Movistar Team \| 18 h 16 min 21 s \| \| 2e \| Hugh Carthy \| Royaume-Uni \| EF Education-EasyPost \| + 23 s \| \| 3e \| Einer Rubio \| Colombie \| Movistar Team \| + 2 min 02 s \| \| 4e \| Esteban Chaves \| Colombie \| EF Education-EasyPost \| + 2 min 11 s \| \| 5e \| Torstein Træen \| Norvège \| Uno-X Pro Cycling Team \| + 2 min 18 s \| \| 6e \| Eduardo Sepúlveda \| Argentine \| Drone Hopper-Androni Giocattoli \| + 2 min 24 s \| \| 7e \| Rubén Fernández \| Espagne \| Cofidis \| + 2 min 30 s \| \| 8e \| Jambaljamts Sainbayar \| Mongolie \| Terengganu Polygon Cycling Team \| + 2 min 32 s \| \| 9e \| Andrey Zeits \| Kazakhstan \| Astana Qazaqstan Team \| + 2 min 33 s \| \| 10e \| Lucas De Rossi \| France \| China Glory Continental Cycling Team \| + 2 min 43 s \| |                       |             |                                      |                  |
| |                       |             |                                      |                  |
| Source : ProCyclingStats |                       |             |                                      |                  |
| Classement général |                       |             |                                      |                  |
| Coureur | Coureur               | Pays        | Équipe                               | Temps            |
| 1er | Iván Sosa             | Colombie    | Movistar Team                        | 18 h 16 min 21 s |
| 2e | Hugh Carthy           | Royaume-Uni | EF Education-EasyPost                | + 23 s           |
| 3e | Einer Rubio           | Colombie    | Movistar Team                        | + 2 min 02 s     |
| 4e | Esteban Chaves        | Colombie    | EF Education-EasyPost                | + 2 min 11 s     |
| 5e | Torstein Træen        | Norvège     | Uno-X Pro Cycling Team               | + 2 min 18 s     |
| 6e | Eduardo Sepúlveda     | Argentine   | Drone Hopper-Androni Giocattoli      | + 2 min 24 s     |
| 7e | Rubén Fernández       | Espagne     | Cofidis                              | + 2 min 30 s     |
| 8e | Jambaljamts Sainbayar | Mongolie    | Terengganu Polygon Cycling Team      | + 2 min 32 s     |
| 9e | Andrey Zeits          | Kazakhstan  | Astana Qazaqstan Team                | + 2 min 33 s     |
| 10e | Lucas De Rossi        | France      | China Glory Continental Cycling Team | + 2 min 43 s     |

### 6eétape
| \| Classement de l'étape \| Classement de l'étape \| Classement de l'étape \| Classement de l'étape \| Classement de l'étape \| \| Coureur \| Coureur \| Pays \| Équipe \| Temps \| \| --------------------- \| --------------------- \| --------------------- \| ------------------------------- \| --------------------- \| \| 1er \| Erlend Blikra \| Norvège \| Uno-X Pro Cycling Team \| 2 h 49 min 42 s \| \| 2e \| Gleb Syritsa \| Russie \| Astana Qazaqstan Team \| + 0 s \| \| 3e \| Rüdiger Selig \| Allemagne \| Lotto-Soudal \| + 0 s \| \| 4e \| Sebastián Molano \| Colombie \| UAE Team Emirates \| + 0 s \| \| 5e \| Max Kanter \| Allemagne \| Movistar Team \| + 0 s \| \| 6e \| Alex Molenaar \| Pays-Bas \| Burgos-BH \| + 0 s \| \| 7e \| Manuel Peñalver \| Espagne \| Burgos-BH \| + 0 s \| \| 8e \| Eduard-Michael Grosu \| Roumanie \| Drone Hopper-Androni Giocattoli \| + 0 s \| \| 9e \| Marijn van den Berg \| Pays-Bas \| EF Education-EasyPost \| + 0 s \| \| 10e \| Jakub Mareczko \| Italie \| Alpecin-Deceuninck \| + 0 s \| |                      |           |                                 |                 |
| |                      |           |                                 |                 |
| Source : ProCyclingStats |                      |           |                                 |                 |
| Classement de l'étape |                      |           |                                 |                 |
| Coureur | Coureur              | Pays      | Équipe                          | Temps           |
| 1er | Erlend Blikra        | Norvège   | Uno-X Pro Cycling Team          | 2 h 49 min 42 s |
| 2e | Gleb Syritsa         | Russie    | Astana Qazaqstan Team           | + 0 s           |
| 3e | Rüdiger Selig        | Allemagne | Lotto-Soudal                    | + 0 s           |
| 4e | Sebastián Molano     | Colombie  | UAE Team Emirates               | + 0 s           |
| 5e | Max Kanter           | Allemagne | Movistar Team                   | + 0 s           |
| 6e | Alex Molenaar        | Pays-Bas  | Burgos-BH                       | + 0 s           |
| 7e | Manuel Peñalver      | Espagne   | Burgos-BH                       | + 0 s           |
| 8e | Eduard-Michael Grosu | Roumanie  | Drone Hopper-Androni Giocattoli | + 0 s           |
| 9e | Marijn van den Berg  | Pays-Bas  | EF Education-EasyPost           | + 0 s           |
| 10e | Jakub Mareczko       | Italie    | Alpecin-Deceuninck              | + 0 s           |

| \| Classement général \| Classement général \| Classement général \| Classement général \| Classement général \| \| Coureur \| Coureur \| Pays \| Équipe \| Temps \| \| ------------------ \| --------------------- \| ------------------ \| ------------------------------------ \| ------------------ \| \| 1er \| Iván Sosa \| Colombie \| Movistar Team \| 21 h 06 min 03 s \| \| 2e \| Hugh Carthy \| Royaume-Uni \| EF Education-EasyPost \| + 23 s \| \| 3e \| Einer Rubio \| Colombie \| Movistar Team \| + 2 min 02 s \| \| 4e \| Esteban Chaves \| Colombie \| EF Education-EasyPost \| + 2 min 11 s \| \| 5e \| Torstein Træen \| Norvège \| Uno-X Pro Cycling Team \| + 2 min 18 s \| \| 6e \| Eduardo Sepúlveda \| Argentine \| Drone Hopper-Androni Giocattoli \| + 2 min 24 s \| \| 7e \| Rubén Fernández \| Espagne \| Cofidis \| + 2 min 30 s \| \| 8e \| Jambaljamts Sainbayar \| Mongolie \| Terengganu Polygon Cycling Team \| + 2 min 32 s \| \| 9e \| Andrey Zeits \| Kazakhstan \| Astana Qazaqstan Team \| + 2 min 33 s \| \| 10e \| Lucas De Rossi \| France \| China Glory Continental Cycling Team \| + 2 min 43 s \| |                       |             |                                      |                  |
| |                       |             |                                      |                  |
| Source : ProCyclingStats |                       |             |                                      |                  |
| Classement général |                       |             |                                      |                  |
| Coureur | Coureur               | Pays        | Équipe                               | Temps            |
| 1er | Iván Sosa             | Colombie    | Movistar Team                        | 21 h 06 min 03 s |
| 2e | Hugh Carthy           | Royaume-Uni | EF Education-EasyPost                | + 23 s           |
| 3e | Einer Rubio           | Colombie    | Movistar Team                        | + 2 min 02 s     |
| 4e | Esteban Chaves        | Colombie    | EF Education-EasyPost                | + 2 min 11 s     |
| 5e | Torstein Træen        | Norvège     | Uno-X Pro Cycling Team               | + 2 min 18 s     |
| 6e | Eduardo Sepúlveda     | Argentine   | Drone Hopper-Androni Giocattoli      | + 2 min 24 s     |
| 7e | Rubén Fernández       | Espagne     | Cofidis                              | + 2 min 30 s     |
| 8e | Jambaljamts Sainbayar | Mongolie    | Terengganu Polygon Cycling Team      | + 2 min 32 s     |
| 9e | Andrey Zeits          | Kazakhstan  | Astana Qazaqstan Team                | + 2 min 33 s     |
| 10e | Lucas De Rossi        | France      | China Glory Continental Cycling Team | + 2 min 43 s     |

### 7eétape
La montée à Gunung Raya étant inaccessible, le parcours a été changé; le final de l'étape est celui prévu le lendemain.
| \| Classement de l'étape \| Classement de l'étape \| Classement de l'étape \| Classement de l'étape \| Classement de l'étape \| \| Coureur \| Coureur \| Pays \| Équipe \| Temps \| \| --------------------- \| --------------------- \| --------------------- \| ------------------------------------ \| --------------------- \| \| 1er \| Sjoerd Bax \| Pays-Bas \| Alpecin-Deceuninck \| 2 h 20 min 52 s \| \| 2e \| Willie Smit \| Afrique du Sud \| China Glory Continental Cycling Team \| + 0 s \| \| 3e \| Adrià Moreno \| Espagne \| Burgos-BH \| + 0 s \| \| 4e \| David van der Poel \| Pays-Bas \| Alpecin-Deceuninck \| + 10 s \| \| 5e \| Gianni Moscon \| Italie \| Astana Qazaqstan Team \| + 10 s \| \| 6e \| Matteo Jorgenson \| États-Unis \| Movistar Team \| + 10 s \| \| 7e \| Ion Izagirre \| Espagne \| Cofidis \| + 10 s \| \| 8e \| George Bennett \| Nouvelle-Zélande \| UAE Team Emirates \| + 12 s \| \| 9e \| Max Kanter \| Allemagne \| Movistar Team \| + 31 s \| \| 10e \| Jarrad Drizners \| Australie \| Lotto-Soudal \| + 31 s \| |                    |                  |                                      |                 |
| |                    |                  |                                      |                 |
| Source : ProCyclingStats |                    |                  |                                      |                 |
| Classement de l'étape |                    |                  |                                      |                 |
| Coureur | Coureur            | Pays             | Équipe                               | Temps           |
| 1er | Sjoerd Bax         | Pays-Bas         | Alpecin-Deceuninck                   | 2 h 20 min 52 s |
| 2e | Willie Smit        | Afrique du Sud   | China Glory Continental Cycling Team | + 0 s           |
| 3e | Adrià Moreno       | Espagne          | Burgos-BH                            | + 0 s           |
| 4e | David van der Poel | Pays-Bas         | Alpecin-Deceuninck                   | + 10 s          |
| 5e | Gianni Moscon      | Italie           | Astana Qazaqstan Team                | + 10 s          |
| 6e | Matteo Jorgenson   | États-Unis       | Movistar Team                        | + 10 s          |
| 7e | Ion Izagirre       | Espagne          | Cofidis                              | + 10 s          |
| 8e | George Bennett     | Nouvelle-Zélande | UAE Team Emirates                    | + 12 s          |
| 9e | Max Kanter         | Allemagne        | Movistar Team                        | + 31 s          |
| 10e | Jarrad Drizners    | Australie        | Lotto-Soudal                         | + 31 s          |

| \| Classement général \| Classement général \| Classement général \| Classement général \| Classement général \| \| Coureur \| Coureur \| Pays \| Équipe \| Temps \| \| ------------------ \| --------------------- \| ------------------ \| ------------------------------- \| ------------------ \| \| 1er \| Iván Sosa \| Colombie \| Movistar Team \| 23 h 28 min 05 s \| \| 2e \| Hugh Carthy \| Royaume-Uni \| EF Education-EasyPost \| + 23 s \| \| 3e \| Torstein Træen \| Norvège \| Uno-X Pro Cycling Team \| + 1 min 47 s \| \| 4e \| George Bennett \| Nouvelle-Zélande \| UAE Team Emirates \| + 1 min 50 s \| \| 5e \| Einer Rubio \| Colombie \| Movistar Team \| + 2 min 02 s \| \| 6e \| Esteban Chaves \| Colombie \| EF Education-EasyPost \| + 2 min 11 s \| \| 7e \| Eduardo Sepúlveda \| Argentine \| Drone Hopper-Androni Giocattoli \| + 2 min 24 s \| \| 8e \| Rubén Fernández \| Espagne \| Cofidis \| + 2 min 30 s \| \| 9e \| Jambaljamts Sainbayar \| Mongolie \| Terengganu Polygon Cycling Team \| + 2 min 32 s \| \| 10e \| Andrey Zeits \| Kazakhstan \| Astana Qazaqstan Team \| + 2 min 33 s \| |                       |                  |                                 |                  |
| |                       |                  |                                 |                  |
| Source : ProCyclingStats |                       |                  |                                 |                  |
| Classement général |                       |                  |                                 |                  |
| Coureur | Coureur               | Pays             | Équipe                          | Temps            |
| 1er | Iván Sosa             | Colombie         | Movistar Team                   | 23 h 28 min 05 s |
| 2e | Hugh Carthy           | Royaume-Uni      | EF Education-EasyPost           | + 23 s           |
| 3e | Torstein Træen        | Norvège          | Uno-X Pro Cycling Team          | + 1 min 47 s     |
| 4e | George Bennett        | Nouvelle-Zélande | UAE Team Emirates               | + 1 min 50 s     |
| 5e | Einer Rubio           | Colombie         | Movistar Team                   | + 2 min 02 s     |
| 6e | Esteban Chaves        | Colombie         | EF Education-EasyPost           | + 2 min 11 s     |
| 7e | Eduardo Sepúlveda     | Argentine        | Drone Hopper-Androni Giocattoli | + 2 min 24 s     |
| 8e | Rubén Fernández       | Espagne          | Cofidis                         | + 2 min 30 s     |
| 9e | Jambaljamts Sainbayar | Mongolie         | Terengganu Polygon Cycling Team | + 2 min 32 s     |
| 10e | Andrey Zeits          | Kazakhstan       | Astana Qazaqstan Team           | + 2 min 33 s     |

### 8eétape
| \| Classement de l'étape \| Classement de l'étape \| Classement de l'étape \| Classement de l'étape \| Classement de l'étape \| \| Coureur \| Coureur \| Pays \| Équipe \| Temps \| \| --------------------- \| --------------------- \| --------------------- \| ------------------------------- \| --------------------- \| \| 1er \| Alex Molenaar \| Pays-Bas \| Burgos-BH \| 2 h 25 min 37 s \| \| 2e \| Jason Osborne \| Allemagne \| Alpecin-Deceuninck \| + 0 s \| \| 3e \| Sebastián Molano \| Colombie \| UAE Team Emirates \| + 18 s \| \| 4e \| Erlend Blikra \| Norvège \| Uno-X Pro Cycling Team \| + 18 s \| \| 5e \| Rüdiger Selig \| Allemagne \| Lotto-Soudal \| + 18 s \| \| 6e \| Max Kanter \| Allemagne \| Movistar Team \| + 18 s \| \| 7e \| Marijn van den Berg \| Pays-Bas \| EF Education-EasyPost \| + 18 s \| \| 8e \| David van der Poel \| Pays-Bas \| Alpecin-Deceuninck \| + 18 s \| \| 9e \| Raymond Kreder \| Pays-Bas \| Team Ukyo \| + 18 s \| \| 10e \| Ricardo Zurita \| Espagne \| Drone Hopper-Androni Giocattoli \| + 18 s \| |                     |           |                                 |                 |
| |                     |           |                                 |                 |
| Source : ProCyclingStats |                     |           |                                 |                 |
| Classement de l'étape |                     |           |                                 |                 |
| Coureur | Coureur             | Pays      | Équipe                          | Temps           |
| 1er | Alex Molenaar       | Pays-Bas  | Burgos-BH                       | 2 h 25 min 37 s |
| 2e | Jason Osborne       | Allemagne | Alpecin-Deceuninck              | + 0 s           |
| 3e | Sebastián Molano    | Colombie  | UAE Team Emirates               | + 18 s          |
| 4e | Erlend Blikra       | Norvège   | Uno-X Pro Cycling Team          | + 18 s          |
| 5e | Rüdiger Selig       | Allemagne | Lotto-Soudal                    | + 18 s          |
| 6e | Max Kanter          | Allemagne | Movistar Team                   | + 18 s          |
| 7e | Marijn van den Berg | Pays-Bas  | EF Education-EasyPost           | + 18 s          |
| 8e | David van der Poel  | Pays-Bas  | Alpecin-Deceuninck              | + 18 s          |
| 9e | Raymond Kreder      | Pays-Bas  | Team Ukyo                       | + 18 s          |
| 10e | Ricardo Zurita      | Espagne   | Drone Hopper-Androni Giocattoli | + 18 s          |

## Classement général final
| \| Classement général \| Classement général \| Classement général \| Classement général \| Classement général \| \| Coureur \| Coureur \| Pays \| Équipe \| Temps \| \| ------------------ \| --------------------- \| ------------------ \| ------------------------------- \| ------------------ \| \| 1er \| Iván Sosa \| Colombie \| Movistar Team \| 25 h 54 min 00 s \| \| 2e \| Hugh Carthy \| Royaume-Uni \| EF Education-EasyPost \| + 23 s \| \| 3e \| Torstein Træen \| Norvège \| Uno-X Pro Cycling Team \| + 1 min 47 s \| \| 4e \| George Bennett \| Nouvelle-Zélande \| UAE Team Emirates \| + 1 min 50 s \| \| 5e \| Einer Rubio \| Colombie \| Movistar Team \| + 2 min 02 s \| \| 6e \| Esteban Chaves \| Colombie \| EF Education-EasyPost \| + 2 min 11 s \| \| 7e \| Eduardo Sepúlveda \| Argentine \| Drone Hopper-Androni Giocattoli \| + 2 min 24 s \| \| 8e \| Rubén Fernández \| Espagne \| Cofidis \| + 2 min 30 s \| \| 9e \| Jambaljamts Sainbayar \| Mongolie \| Terengganu Polygon Cycling Team \| + 2 min 32 s \| \| 10e \| Andrey Zeits \| Kazakhstan \| Astana Qazaqstan Team \| + 2 min 33 s \| |                       |                  |                                 |                  |
| |                       |                  |                                 |                  |
| Source : ProCyclingStats |                       |                  |                                 |                  |
| Classement général |                       |                  |                                 |                  |
| Coureur | Coureur               | Pays             | Équipe                          | Temps            |
| 1er | Iván Sosa             | Colombie         | Movistar Team                   | 25 h 54 min 00 s |
| 2e | Hugh Carthy           | Royaume-Uni      | EF Education-EasyPost           | + 23 s           |
| 3e | Torstein Træen        | Norvège          | Uno-X Pro Cycling Team          | + 1 min 47 s     |
| 4e | George Bennett        | Nouvelle-Zélande | UAE Team Emirates               | + 1 min 50 s     |
| 5e | Einer Rubio           | Colombie         | Movistar Team                   | + 2 min 02 s     |
| 6e | Esteban Chaves        | Colombie         | EF Education-EasyPost           | + 2 min 11 s     |
| 7e | Eduardo Sepúlveda     | Argentine        | Drone Hopper-Androni Giocattoli | + 2 min 24 s     |
| 8e | Rubén Fernández       | Espagne          | Cofidis                         | + 2 min 30 s     |
| 9e | Jambaljamts Sainbayar | Mongolie         | Terengganu Polygon Cycling Team | + 2 min 32 s     |
| 10e | Andrey Zeits          | Kazakhstan       | Astana Qazaqstan Team           | + 2 min 33 s     |

### Classements annexes
| Classement par points | Classement par points | Classement par points | Classement par points  | Classement par points |
| Coureur               | Coureur               | Pays                  | Équipe                 | Points                |
| --------------------- | --------------------- | --------------------- | ---------------------- | --------------------- |
| 1er                   | Erlend Blikra         | Norvège               | Uno-X Pro Cycling Team | 49 pts                |
| 2e                    | Max Kanter            | Allemagne             | Movistar Team          | 45 pts                |
| 3e                    | Gleb Syritsa          | Russie                | Astana Qazaqstan Team  | 39 pts                |
| 4e                    | Lionel Taminiaux      | Belgique              | Alpecin-Deceuninck     | 30 pts                |
| 5e                    | Rüdiger Selig         | Allemagne             | Lotto-Soudal           | 27 pts                |

| Classement par points | Classement par points | Classement par points | Classement par points  | Classement par points |
| Coureur               | Coureur               | Pays                  | Équipe                 | Points                |
| --------------------- | --------------------- | --------------------- | ---------------------- | --------------------- |
| 1er                   | Erlend Blikra         | Norvège               | Uno-X Pro Cycling Team | 49 pts                |
| 2e                    | Max Kanter            | Allemagne             | Movistar Team          | 45 pts                |
| 3e                    | Gleb Syritsa          | Russie                | Astana Qazaqstan Team  | 39 pts                |
| 4e                    | Lionel Taminiaux      | Belgique              | Alpecin-Deceuninck     | 30 pts                |
| 5e                    | Rüdiger Selig         | Allemagne             | Lotto-Soudal           | 27 pts                |

| Classement par équipes | Classement par équipes | Classement par équipes | Classement par équipes |
| Équipe                 | Équipe                 | Pays                   | Temps                  |
| ---------------------- | ---------------------- | ---------------------- | ---------------------- |
| 1re                    | Movistar Team          | Espagne                | 77 h 46 min 27 s       |
| 2e                     | EF Education-EasyPost  | États-Unis             | + 4 min 09 s           |
| 3e                     | Uno-X Pro Cycling Team | Norvège                | + 5 min 50 s           |
| 4e                     | Cofidis                | France                 | + 9 min 29 s           |
| 5e                     | UAE Team Emirates      | Émirats arabes unis    | + 10 min 12 s          |

| Classement par équipes | Classement par équipes | Classement par équipes | Classement par équipes |
| Équipe                 | Équipe                 | Pays                   | Temps                  |
| ---------------------- | ---------------------- | ---------------------- | ---------------------- |
| 1re                    | Movistar Team          | Espagne                | 77 h 46 min 27 s       |
| 2e                     | EF Education-EasyPost  | États-Unis             | + 4 min 09 s           |
| 3e                     | Uno-X Pro Cycling Team | Norvège                | + 5 min 50 s           |
| 4e                     | Cofidis                | France                 | + 9 min 29 s           |
| 5e                     | UAE Team Emirates      | Émirats arabes unis    | + 10 min 12 s          |

| Classement de la montagne | Classement de la montagne | Classement de la montagne | Classement de la montagne       | Classement de la montagne |
| Coureur                   | Coureur                   | Pays                      | Équipe                          | Points                    |
| ------------------------- | ------------------------- | ------------------------- | ------------------------------- | ------------------------- |
| 1er                       | Nur Aiman Mohd Zariff     | Malaisie                  | Terengganu Polygon Cycling Team | 29 pts                    |
| 2e                        | Jambaljamts Sainbayar     | Mongolie                  | Terengganu Polygon Cycling Team | 29 pts                    |
| 3e                        | Iván Sosa                 | Colombie                  | Movistar Team                   | 25 pts                    |
| 4e                        | Hugh Carthy               | Royaume-Uni               | EF Education-EasyPost           | 24 pts                    |
| 5e                        | Carter Bettles            | Australie                 | ARA Pro Racing Sunshine Coast   | 22 pts                    |

| Classement de la montagne | Classement de la montagne | Classement de la montagne | Classement de la montagne       | Classement de la montagne |
| Coureur                   | Coureur                   | Pays                      | Équipe                          | Points                    |
| ------------------------- | ------------------------- | ------------------------- | ------------------------------- | ------------------------- |
| 1er                       | Nur Aiman Mohd Zariff     | Malaisie                  | Terengganu Polygon Cycling Team | 29 pts                    |
| 2e                        | Jambaljamts Sainbayar     | Mongolie                  | Terengganu Polygon Cycling Team | 29 pts                    |
| 3e                        | Iván Sosa                 | Colombie                  | Movistar Team                   | 25 pts                    |
| 4e                        | Hugh Carthy               | Royaume-Uni               | EF Education-EasyPost           | 24 pts                    |
| 5e                        | Carter Bettles            | Australie                 | ARA Pro Racing Sunshine Coast   | 22 pts                    |

|   | Cycliste              | Équipe               |    | Temps            |
| - | --------------------- | -------------------- | -- | ---------------- |
| 1 | Jambaljamts Sainbayar | Terengganu Polygon   | en | 25 h 56 min 32 s |
| 2 | Andrey Zeits          | Astana Qazaqstan     | +  | 1 s              |
| 3 | Ariya Phounsavath     | Thailand Continental |    | 5 min 51 s       |

## Évolution des classements
| Étape              | Vainqueur          | Classement général | Classement par points | Classement de la montagne | Classement par équipes |
| ------------------ | ------------------ | ------------------ | --------------------- | ------------------------- | ---------------------- |
| 1                  | Gleb Syritsa       | Gleb Syritsa       | Gleb Syritsa          | Jambaljamts Sainbayar     | Movistar               |
| 2                  | Craig Wiggins      | Gleb Syritsa       | Gleb Syritsa          | Nur Aiman Mohd Zariff     | Uno-X Pro              |
| 3                  | Iván Sosa          | Iván Sosa          | Gleb Syritsa          | Nur Aiman Mohd Zariff     | Movistar               |
| 4                  | Jakub Mareczko     | Iván Sosa          | Gleb Syritsa          | Nur Aiman Mohd Zariff     | Movistar               |
| 5                  | Lionel Taminiaux   | Iván Sosa          | Max Kanter            | Nur Aiman Mohd Zariff     | Movistar               |
| 6                  | Erlend Blikra      | Iván Sosa          | Erlend Blikra         | Nur Aiman Mohd Zariff     | Movistar               |
| 7                  | Sjoerd Bax         | Iván Sosa          | Erlend Blikra         | Nur Aiman Mohd Zariff     | Movistar               |
| 8                  | Alex Molenaar      | Iván Sosa          | Erlend Blikra         | Nur Aiman Mohd Zariff     | Movistar               |
| Classements finals | Classements finals | Iván Sosa          | Erlend Blikra         | Nur Aiman Mohd Zariff     | Movistar               |